# アーケシュフース城

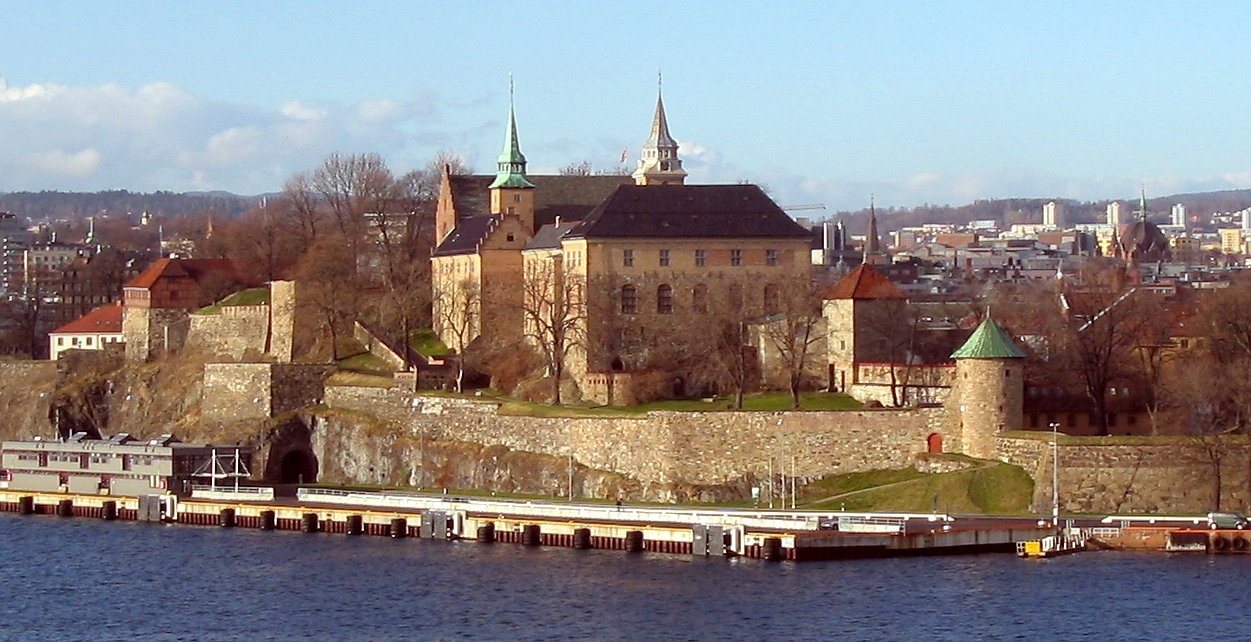
アーケシュフース城、外観

アーケシュフース城（ノルウェー語（ブークモール）:Akershus slott og festning）は、ノルウェーの首都オスロにある古城。アケルスス城とも。もともとはオスロを防御する目的で建設された。

## 沿革・概要

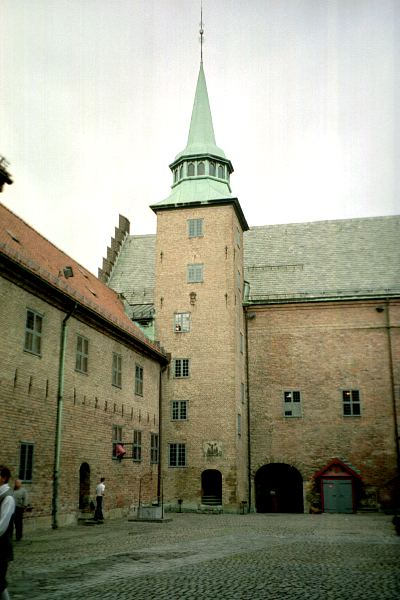
アーケシュフース城

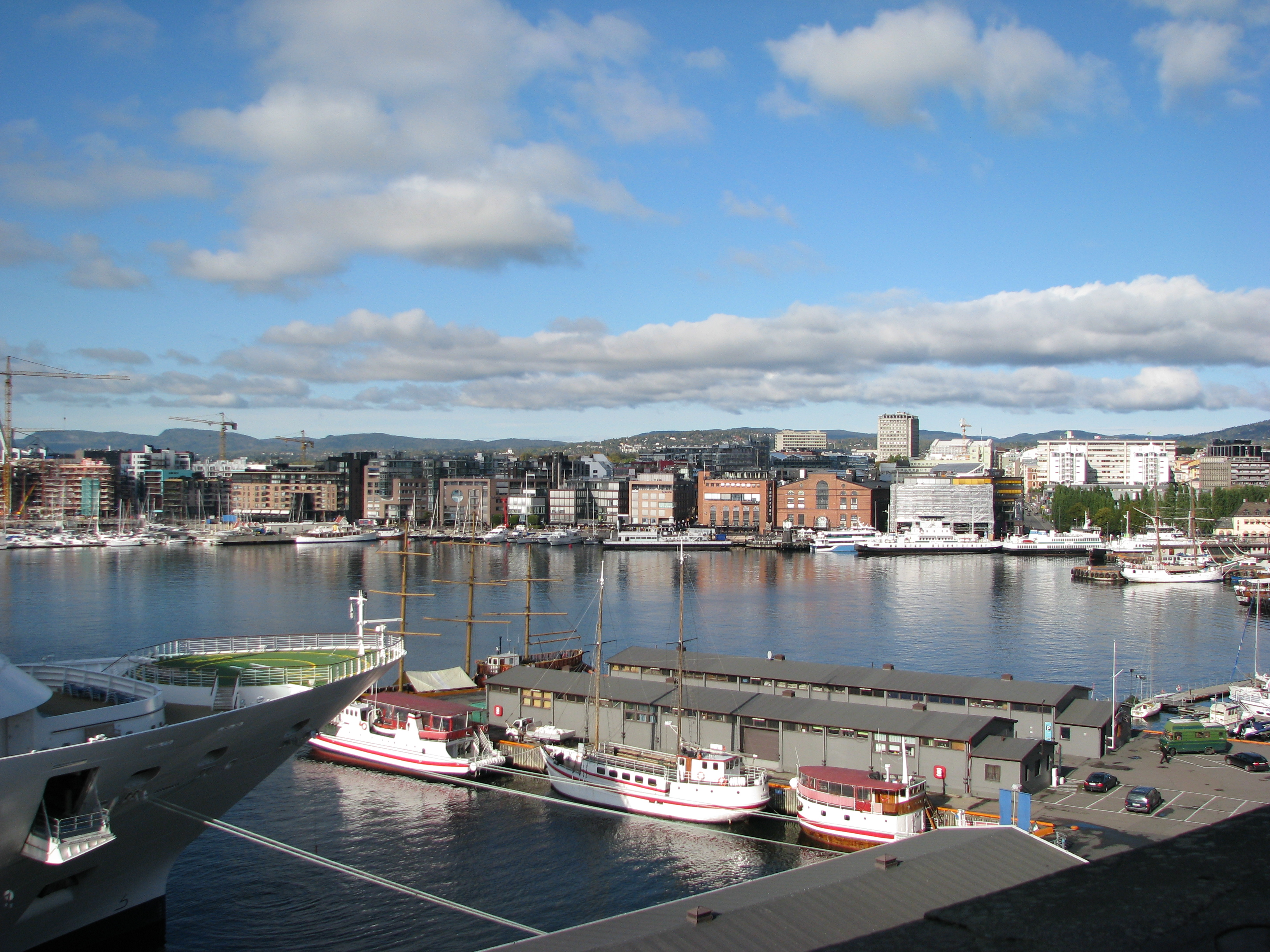
アーケシュフース城からの眺望

最初に建設が着工されたのは1290年代後半ごろで、ホーコン5世主導のもとに行われた。この城はテンスバル城塞にとって代わり、その時代のノルウェーにおける2大城郭の一つとなった（もう一方はブーヒュース要塞）。アーケシュフース城は、ノルウェーの貴族・サルプスボリのアルフ・エルリンソンによる、オスロへの攻撃に備えて建設された。
城塞は敵からの攻撃の多くを、特にスウェーデンの軍隊による襲撃をうまく切り抜けた。17世紀初期、クリスチャン4世の統治の下、城塞は近代的に改築が行われ、ルネサンス様式の宮殿として完成した。
城塞はスウェーデンの公爵、セーデルマンランドのエリク10世による攻勢が行われた、1308年の戦いで最初に使用された。エリク10世は、同年に王権を勝ち取っている。ノルウェーにおける大部分の商業が海を利用して行われていた当時、海軍が軍事力の生命線となっていたため、城が海と近接していたことは重要な特長であった。城塞は首都にとって戦略的に重要だったことから、ノルウェー全体にとっても重要なものであった。アーケシュフース城を支配した者が、ノルウェーを制したのである。
他国の敵軍によって、城塞がうまく攻略されることは決してなかった。しかし、デンマークとノルウェーがナチス・ドイツの軍により攻撃を受け（北欧侵攻を参照）、ノルウェー政府が首都から避難した1940年、城はナチスとの戦闘無しに降伏した。第二次世界大戦中、ドイツの占拠者によって、城で複数の人々が処刑された。また、戦争が終結した後、戦犯として裁判にかけられ死刑の判決を受けたノルウェーの反逆者たちも、この城塞で死刑が執行されている。この中にはノルウェーの政治家・軍人であった、ヴィドクン・クヴィスリングも含まれている。
アーケシュフース城は未だに軍事領域であるが、午後9時まで一般に公開されている。城からは海やオスロ市内が見渡せる。
城に加えて、ノルウェー軍博物館とノルウェー・レジスタンス博物館も訪れることが可能である。ノルウェー国防省とノルウェー国防本部（Defence Staff Norway、軍本部）は、アーケシュフース城の東側に、最新の共同本部を置いている。

## 霊廟
ノルウェー王室の複数の人物が、城内にある王室霊廟に眠っている。埋葬されている王室の人物は以下の通り。
- ホーコン7世と王妃モード
- オーラヴ5世と妃マッタ

## その他
城塞の一部は、アメリカ合衆国フロリダ州オーランドにあるテーマパーク、エプコット・センターのノルウェー（エプコット）・パビリオンで再現されている。